# 神馬征峰
神馬 征峰（じんば まさみね、1957年11月17日 - ）は、日本の医師、医学者。東京大学 名誉教授。学位は博士（医学）（浜松医科大学・1995年）。
WHO 緊急人道援助部・ガザ地区 / ヨルダン川西岸地区 事務所長、JICAネパール事務所 公衆衛生専門家、東京大学大学院医学系研究科 教授などを歴任。国際保健（グローバルヘルス）や人道支援などに多くの功績を残した。

## 経歴・人物
千葉県立船橋高等学校 在学中は柔道部キャプテンを務め、同級生には元内閣総理大臣の野田佳彦などが在籍、ともに柔道の修練をした。1985年 浜松医科大学医学部 卒業。
1985年 - 1987年 高山赤十字病院 研修医・内科医。1987年 - 1994年 国立公衆衛生院 労働衛生学部 研究員。1991年 - 1992年 ハーバード公衆衛生大学院 客員研究員。1994年 - 1996年 WHO 緊急人道援助部・ガザ地区 / ヨルダン川西岸地区事務所、WHOヘルスコーディネーター(事務所長)。1996年 - 2001年 JICAネパール事務所 公衆衛生専門家などを経て、2002年 東京大学大学院医学系研究科 国際保健学専攻 国際社会医学講座 国際地域保健学教室 講師として着任した。
2006年 同教室 教授に昇格。2023年3月 東京大学を退官。2023年6月13日付けで東京大学 名誉教授の称号を授与された。

## 著書

### 単著
- 『「みんなの健康学」序説: 公衆衛生を動かした先達からのメッセージ』風間書房〈風間書房 医学・看護〉、2016年11月4日。ISBN 978-4-7599-2146-5。

など

## 所属学会
- 日本国際保健医療学会 - 理事長（2018年12月 - 2022年12月）
- 日本熱帯医学会

など